# Praia Mole
Praia Mole es una de las playas de Florianópolis ubicada al este de la Isla de Santa Catarina. Con una extensión de 960 metros  es punto de encuentro de jóvenes, surfistas y practicantes de parapente. Además es una de las playas más frecuentadas por la comunidad LGBT.
Mole significa blando en portugués y la playa debe su nombre justamente al tipo de arena, la cual es blanda y suave.

## Ubicación
Praia Mole se encuentra ubicada en la costa este de la Isla de Santa Catarina a 15 kilómetros del centro de Florianópolis y 27 kilómetros de Canasvieiras, una de las más concurridas del norte de la isla. Se encuentra conectada con la capital del estado por medio de la carretera SC-404 y con Barra da Lagoa, Santinho e Ingleses a través de la carretera SC-406.
Por su cercanía al centro de Florianópolis, es una de las más frecuentadas de la isla y durante la temporada de verano, principalmente los fines de semana, el tránsito en las carreteras de acceso puede tornarse lento, en especial durante las últimas horas del día donde se producen embotellamientos.
Por medio de Mole es la única manera de acceder a su vecina Praia da Galheta, una reserva naturista donde está permitido el nudismo.

## Servicios

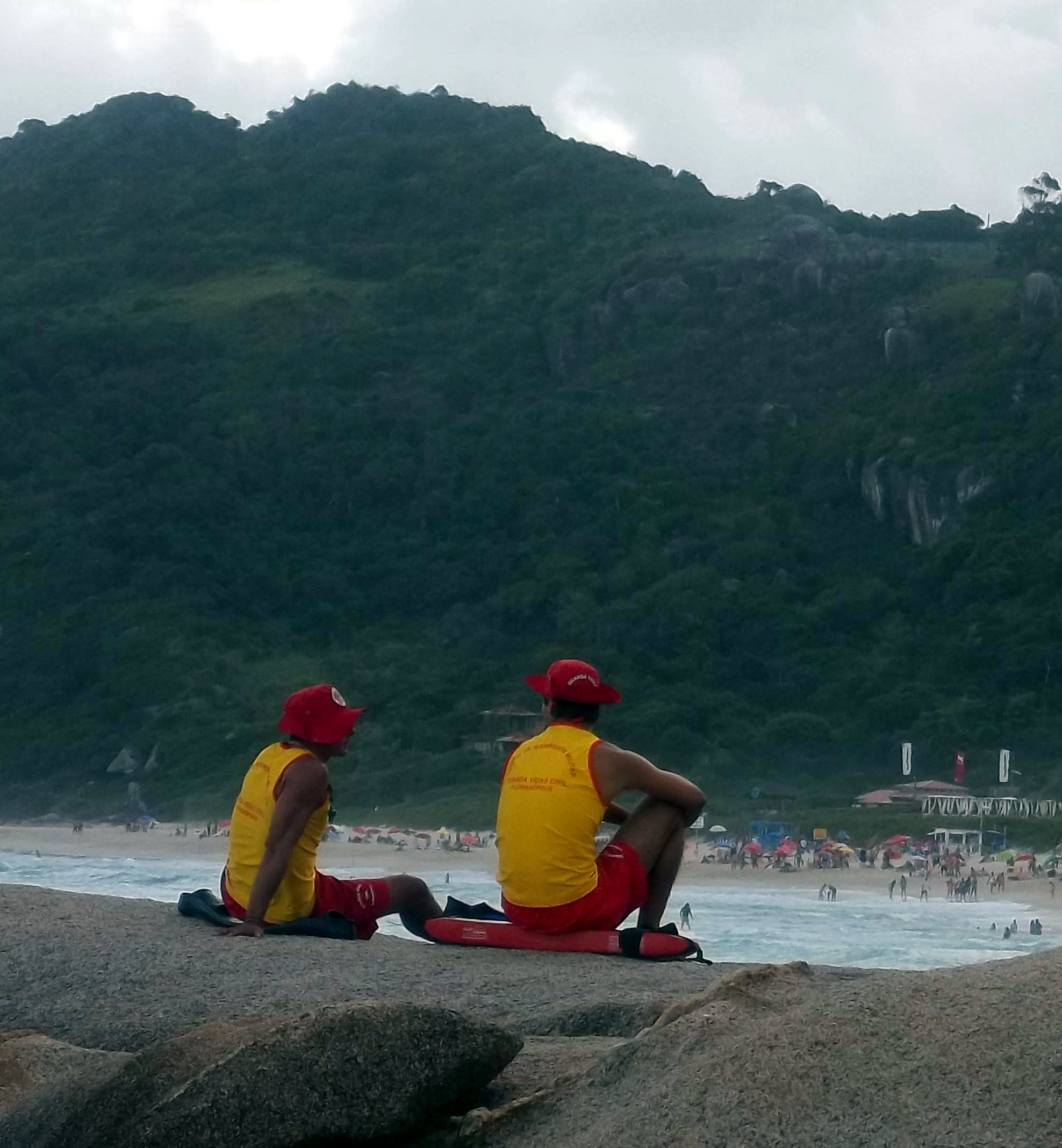
Salvavidas del Cuerpo de Bomberos Militares de Santa Catarina.

La infraestructura es pobre en comparación con las demás playas de la isla, en especial las del norte. Pero esto la convierte en un paraíso natural, apenas interrumpido por algunos bares ubicados sobre la costa. La playa cuenta con uno de los puestos de salva vidas más equipados de toda la isla, debido a las fuertes olas causadas por el mar abierto y la profundidad que aumenta abruptamente en pocos metros en dirección al mar. El puesto está formado por personal del Cuerpo de Bomberos Militar de Santa Catarina.
Con respecto al alojamiento, existe solamente un hotel ecológico a la vera de la carretera. Las opciones de hospedaje más cercanas a esta playa se encuentran en los barrios de Lagoa da Conceição y Barra da Lagoa.

## Surf
Mole es muy buscada por los surfistas, tanto nativos como visitantes, por la calidad de sus olas. La playa forma parte de los principales campeonatos internacionales de surf y supersurf y fue sede de la ASP World Tour.

## Punto de encuentro LGBT

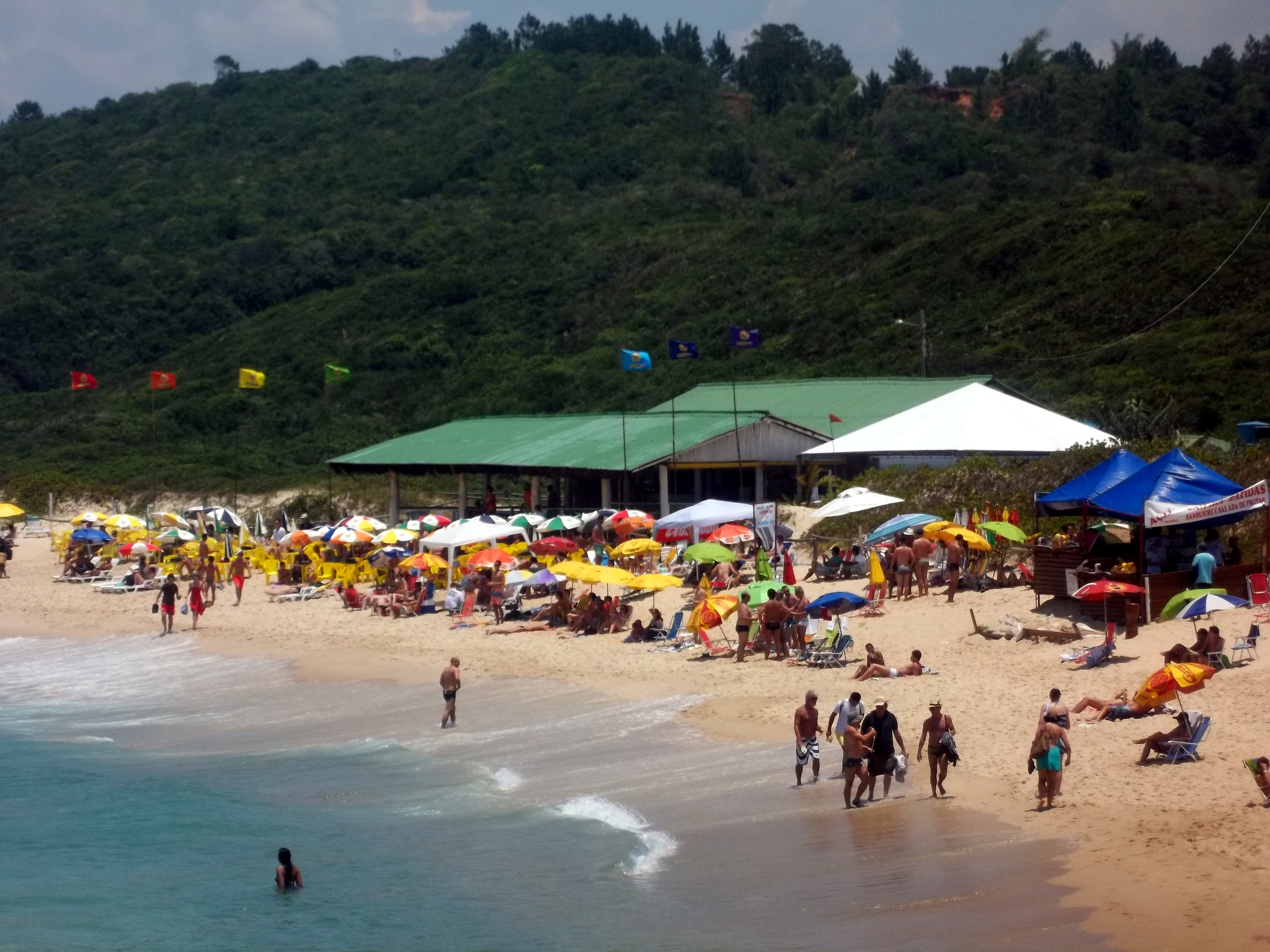
El Bar do Deca es el punto de encuentro gay diurno en la isla.

Florianópolis se ha ido consolidando como uno de los destinos gay-friendly de Brasil, compitiendo con Río de Janeiro como destino popular para el turismo homosexual. El Bar do Deca, ubicado en el extremo norte de Praia Mole, es el punto de encuentro LGBT diurno de la isla. La fiesta más importante del año es el carnaval gay, que dura diez días y atrae entre 4 y 5 mil personas.
Desde 2008, The Week International, que es una de las discotecas gay más grande de Sudamérica, organiza las fiestas de Réveillon (año nuevo) y el carnaval gay en el Praia Mole Hotel.

## Ecoturismo
Mole es un buen lugar para practicar el ecoturismo, principalmente el senderismo. Existen dos senderos ecológicos conocidos como Barra/Galheta y Praia do Gravatá.
El primero parte desde Barra da Lagoa y se debe subir un cerro compuesto por una frondosa vegetación y desde la parte superior se obtienen las mejores vistas de Praia da Barra, la Laguna de la Conceição y la Reserva Ecológica do Rio Vermelho. El recorrido culmina en la Praia da Galheta, una reserva naturista donde se permite el nudismo.
El segundo sendero, parte desde el extremo sur de Praia Mole y culmina en la escondida Praia do Gravatá. Desde la parte más alta del cerro es común la práctica de saltos en parapente.